# اودت هالوز
اودت هالوز (انگلیسی: Odette Hallowes); (زادروز: ۲۸ آوریل ۱۹۱۲ - درگذشت: ۱۳ مارس ۱۹۹۵) فرد نظامی اهل فرانسه بود. دریافت کننده نشان صلیب جرج از انگلستان و نشان امپراتوری بریتانیا، که همچنین به نام اودت چرچیل شناخته می‌شود، افسر اطلاعاتی متفقین در جنگ جهانی دوم بود.
موفقیت‌ها و استقامت او در برابر بازجویی‌های وحشیانه در زمان جنگ جهانی دوم، که همچنین در کتاب و یک فیلم به ثبت رسید، او را تبدیل به یکی از معروف‌ترین اعضای هیئت رئیسه عملیات ویژه، سازمان خرابکاری و جاسوسی بریتانیا، کرد. او همچنین در بین افراد کمی بود که از زندان‌های نازی‌ها جان سالم بدر برد.
او اولین زنی بود که نشان صلیب جورج را دریافت کرد و اولین زنی بود که برنده جایزه لژیون دونور (شوالیه) شده‌است.

## زندگی‌نامه
اودت سانسوم هالوز متولد آمیان فرانسه بود. اودت دختر گاستون بریالی یک مدیر بانک بود که قبل از آتش‌بس ۱۱ نوامبر۱۹۱۸ در وردن کشته شد. او یک برادر کوچک از خود داشت. اودت در کودکی به دلیل یک بیماری جدی به مدت سه سال ونیم کور و همچنین دچار فلج اطفال بود و مشکلات سختی در تحصیل در محله‌شان داشت که البته ربط به بیماری دوران کودکی اش داشت. او در ۱۹۳۱ با یک انگلیسی به نام بولون-سور-مر ازدواج کرد و به بریتانیا نقل مکان کرد. این زوج صاحب سه دختر شدند فرانسواز، لیلی و ماریان. سانسوم در آغاز جنگ جهانی دوم به ارتش پیوست و اودت سانسوم و فرزندانش برای تأمین امنیت به شهرستان سامرست نقل مکان کردند.